# 장하나 (희극인)
장하나(1991년 6월 21일 ~ )는 대한민국의 개그우먼으로 KBS 30기 공채 개그맨으로 데뷔했다.

## 학력
- 예원예술대학교 코미디연기학과

## 출연작

### 방송
- 《개그콘서트》 (KBS)

〈민상토론〉
〈출소〉
〈블랙 스네이크〉
〈환상의 커플〉
〈왜딩〉
〈아재씨〉손님 역
〈게놈 프로젝트〉
〈비호행〉송영길의 딸 역
〈억울한 영길씨〉
〈나타나〉
〈핵갈린 늬우스〉
〈아무말 대잔치〉
〈힘을 내요! 슈퍼 뚱맨〉
〈극단적 극단〉
〈관리자들〉자기관리자 역
〈봉숭아학당〉
〈다있show〉
〈트로트라마〉

### 드라마
- 《개소리》 (KBS) - 현경 역